# Сербія на Європейських іграх 2015
Сербія на перших Європейських іграх у Баку була представлена 133 атлетами.

## Медалісти
| Медаль | Спортсмен                             | Спорт                           | Дисципліна                                  |
| ------ | ------------------------------------- | ------------------------------- | ------------------------------------------- |
| Золото | Далма Ружичич-Бенедек Милиця Старович | Веслування на байдарках і каное | K-2 500 м (жінки)                           |
| Золото | Марко Новакович Небойша Груїч         | Веслування на байдарках і каное | K-2 200 м (чоловіки)                        |
| Золото | Андреа Арсович                        | Стрільба                        | Пневматична гвинтівка, 10 м (жінки)         |
| Золото | Зорана Арунович                       | Стрільба                        | Пневматичний пістолет, 10 м (жінки)         |
| Золото | Дамір Мікец                           | Стрільба                        | Пневматичний пістолет, 10 м (чоловіки)      |
| Золото | Дамір Мікец                           | Стрільба                        | Пістолет, 50 м (чоловіки)                   |
| Золото | Збірна Сербії з водного поло          | Водне поло                      | Чоловічий турнір                            |
| Золото | Іванна Яндрич                         | Самбо                           | До 68 кг (жінки)                            |
| Срібло | Віктор Немеш                          | Боротьба                        | Греко-римська боротьба, до 75 кг (чоловіки) |
| Срібло | Ніколіна Молдован Олівера Молдован    | Веслування на байдарках і каное | K-2 200 м (жінки)                           |
| Срібло | Тіяна Богданович                      | Тхеквондо                       | До 49 кг (жінки)                            |
| Срібло | Милиця Мандич                         | Тхеквондо                       | Понад 67 кг (жінки)                         |
| Бронза | Аня Кревар                            | Плавання                        | 400 м, індивідуальна естафета (жінки)       |
| Бронза | Збірна Сербії з 3x3                   | Баскетбол                       | Чоловічий турнір                            |
| Бронза | Жіноча збірна Сербії з волейболу      | Волейбол                        | Жіночий турнір                              |